# Apidologie (Zeitschrift)
Apidologie ist eine der führenden internationalen Fachzeitschriften auf dem Gebiet der Bienenforschung.

## Beschreibung
Die Zeitschrift wurde 1970 gegründet durch den Zusammenschluss der französischsprachigen Zeitschrift Annales de l’Abeille und der deutschsprachigen Zeitschrift für Bienenforschung. Der Titel Apidologie (Apis = Biene) ist die lateinische Bezeichnung für Bienenkunde. Die Namensgebung beinhaltet die Zugehörigkeit der Bienen zur Superfamilie Apoidea und integriert den in einem erweiterten Sinn benutzten Begriff Biologie. Herausgeber der Zeitschrift sind das französische Landwirtschaftsinstitut Institut national de recherche pour l’agriculture, l’alimentation et l’environnement (INRAE) und der Deutsche Imkerbund.

## Inhalte
Die jährlich in sechs Heften erscheinende Zeitschrift veröffentlicht Original-Forschungsbeiträge zur Verhaltensbiologie, Ökologie, Physiologie, Bestäubung, Genetik, Toxikologie und Pathologie der Bienen, außerdem Übersichtsbeiträge, Berichte über wissenschaftliche Tagungen und Bibliographien zu speziellen Fachgebieten. Die Veröffentlichungssprache ist heute fast ausschließlich Englisch. Die meisten Beiträge enthalten deutschsprachige Zusammenfassungen. Die Zeitschrift hat einen Impact Faktor im Jahre 2011 von 2,266. Es existiert auch eine elektronische Ausgabe.